# Märchen- und Sandsteinhöhle
Die Märchen- und Sandsteinhöhle ist eine Sehenswürdigkeit im Meininger Stadtteil Walldorf in Thüringen und keine Höhle im eigentlichen Sinne, sondern ein Schaubergwerk.

## Geschichte

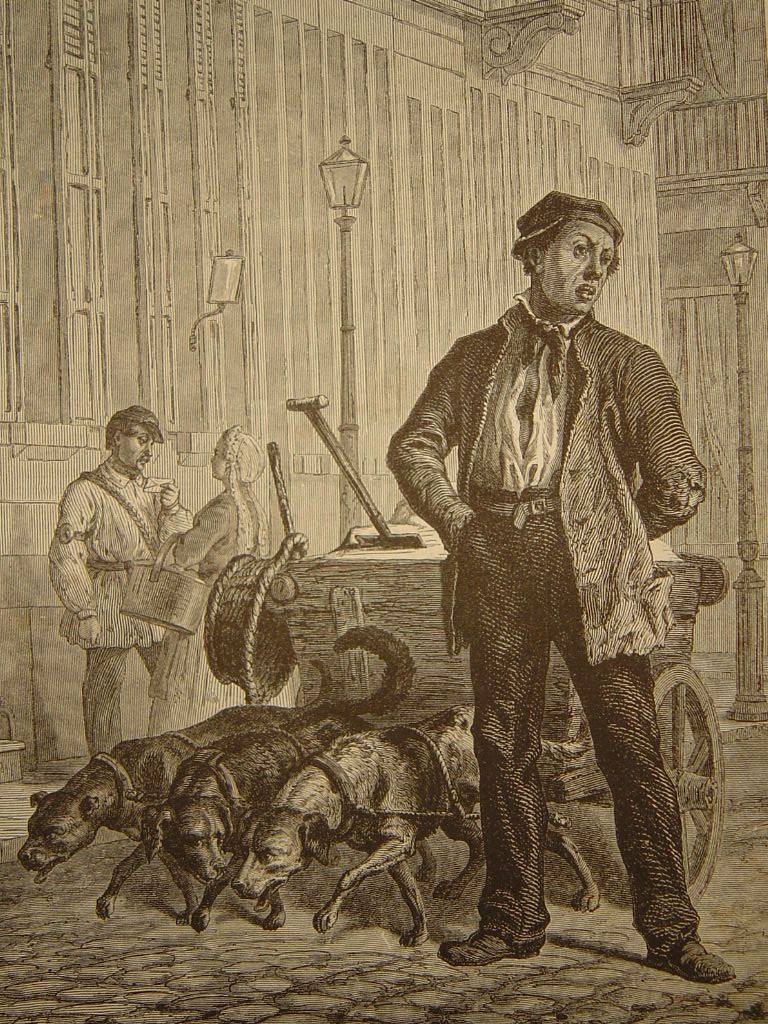
Sandverkäufer. Stich 1871

### Sandsteinhöhle
Seit dem 18. Jahrhundert wurde an mehreren Stellen in der Flur von Walldorf untertägig ein besonders feinkörniger, hellgrau bis weißer und durch Reiben leicht zu pulverisierender Sandstein abgebaut. Dieses Material wurde in Schubkarren nach Hause gefahren, wo sich die Familienangehörigen der Bergleute um die weitere Verarbeitung – Zerkleinern und Sieben – kümmern mussten, bis der Sand schließlich in handliche Beutel oder Säcke verpackt und von Hausierern als Putzmittel und Stubenstreusand in weitem Umkreis ausgeliefert werden konnte. Eine Metze Scheuersand erbrachte in guten Zeiten einen Verdienst von zehn Pfennig. Der Abbau war jedoch mit gesundheitlichen Risiken verbunden, da die Schächte ohne Bewetterung angelegt waren. Viele Hauer erkrankten an Lungenschwindsucht.
Mit diesem einfachen Abbauverfahren wurde auch in den Orten Großburschla und Rambach Sand abgebaut, denn es ermöglichte den Sand möglichst trocken zu gewinnen. Dies war ein Vorteil, da feuchter Sand im Beutel wieder verklumpt und zudem erhöhte Transportkosten zur Folge hatte. Auch blieb der untertägig abgebaute Sand vor Verschmutzungen geschützt, da nur reiner Sand einen hohen Verkaufserlös erbringen konnte.
Schon im 19. Jahrhundert brachte die Industrie chemische Reinigungsmittel auf den Markt, die den Scheuersand an Wirksamkeit weit übertrafen. Der Abbau wurde damit unrentabel. Mit Beginn des Ersten Weltkrieges kam der Sandabbau endgültig zum Erliegen.

### Lagerkeller und Pilzzucht
Die Besitzer der Walldorfer Gruben nutzten bereits Teile ihrer Höhlen als Lagerkeller und zur Pilzzucht. Diese Champignonzucht musste jedoch auf Grund eines eingeschleppten Pilzes rasch wieder schließen. Die Höhle hatte inzwischen eine Abbaufläche von 65.000 Quadratmeter erreicht. Das von einem labyrinthartigen Gangsystem erschlossene Abbaufeld besitzt über 2500 tragende Stützpfeilern über deren Zustand und Größe das Bergamt in Saalfeld wacht.

### Märchenhöhle
Am 9. Juni 1957 wurde die Walldorfer Märchenhöhle mit einer Abfolge von Dioramen und Spielszenen aus bekannten Märchen der Brüder Grimm, von Ludwig Bechstein und Hans Christian Andersen wiedereröffnet. Schon 1932 hatten die Besitzer in eine derartige Nutzung große Erwartungen gesetzt und mit der Erschließung begonnen. Zunächst war nur ein kleiner Teil der Höhle für die touristische Nutzung freigegeben. Die große Nachfrage und Beliebtheit der Märchenhöhle ermunterte die Betreiber zu ständiger Erweiterung der Schauhöhle. Ein Besuch der Märchenhöhle wurde in weitem Umkreis angepriesen und gerne von Kindergärten und Grundschulen als Ausflugsziel genutzt. Thematisch fanden sich bald auch beliebte Figuren aus dem Fernsehprogramm (Unser Sandmännchen) und bekannten Kinderbüchern (Max und Moritz) ein.

## Besichtigung
Inzwischen findet man auch einen Abschnitt, der über die harten Arbeits- und Lebensbedingungen der Bergleute und Sandhändler informiert. Der Besuch der Märchenhöhle ist nur im Rahmen einer Führung erlaubt. Im Zugangsbereich der Höhle gibt es Spielgelegenheiten, ein kleines Tiergehege und einen Imbiss mit Grünanlage.
Die Höhle ist ganzjährig geöffnet.

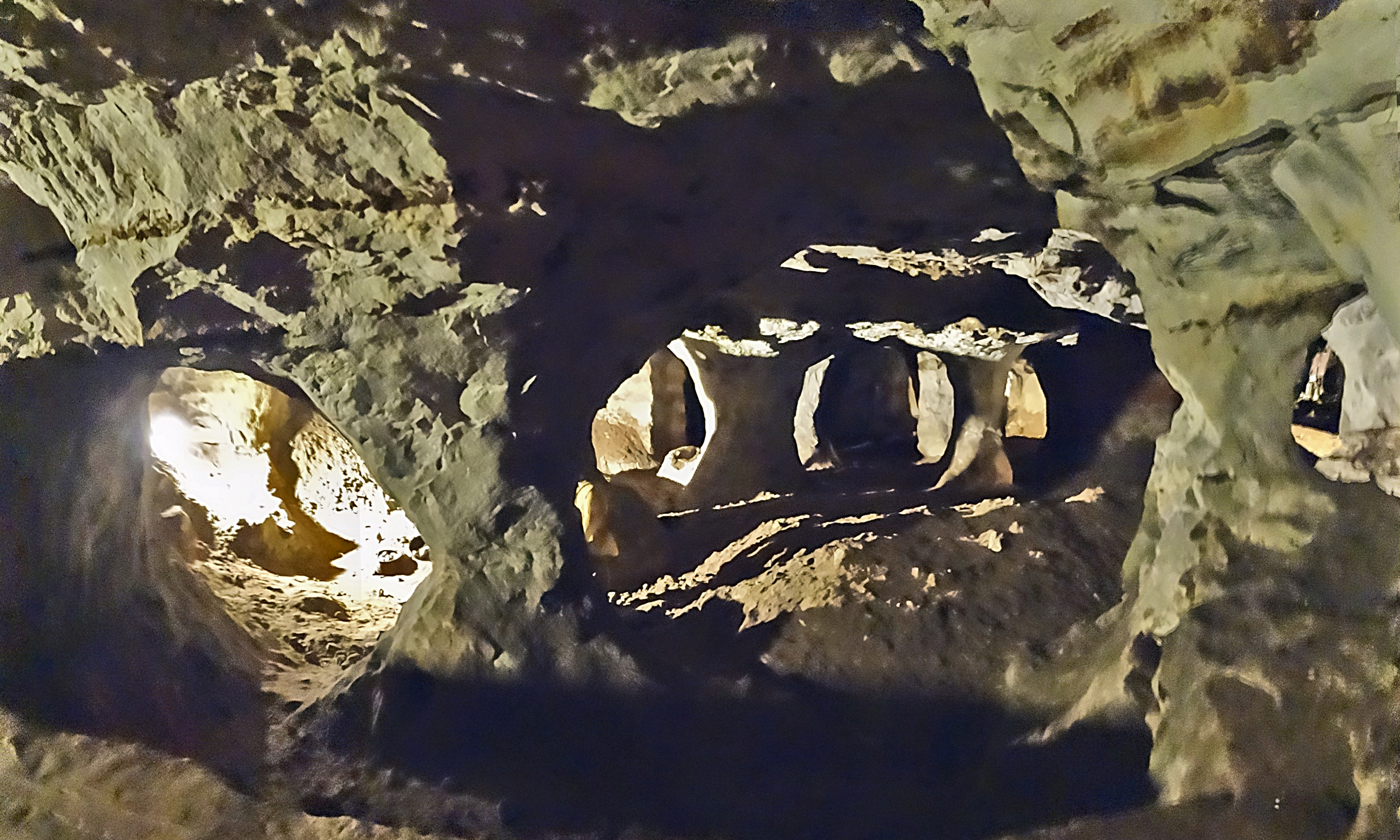
Höhlen-Labyrinth
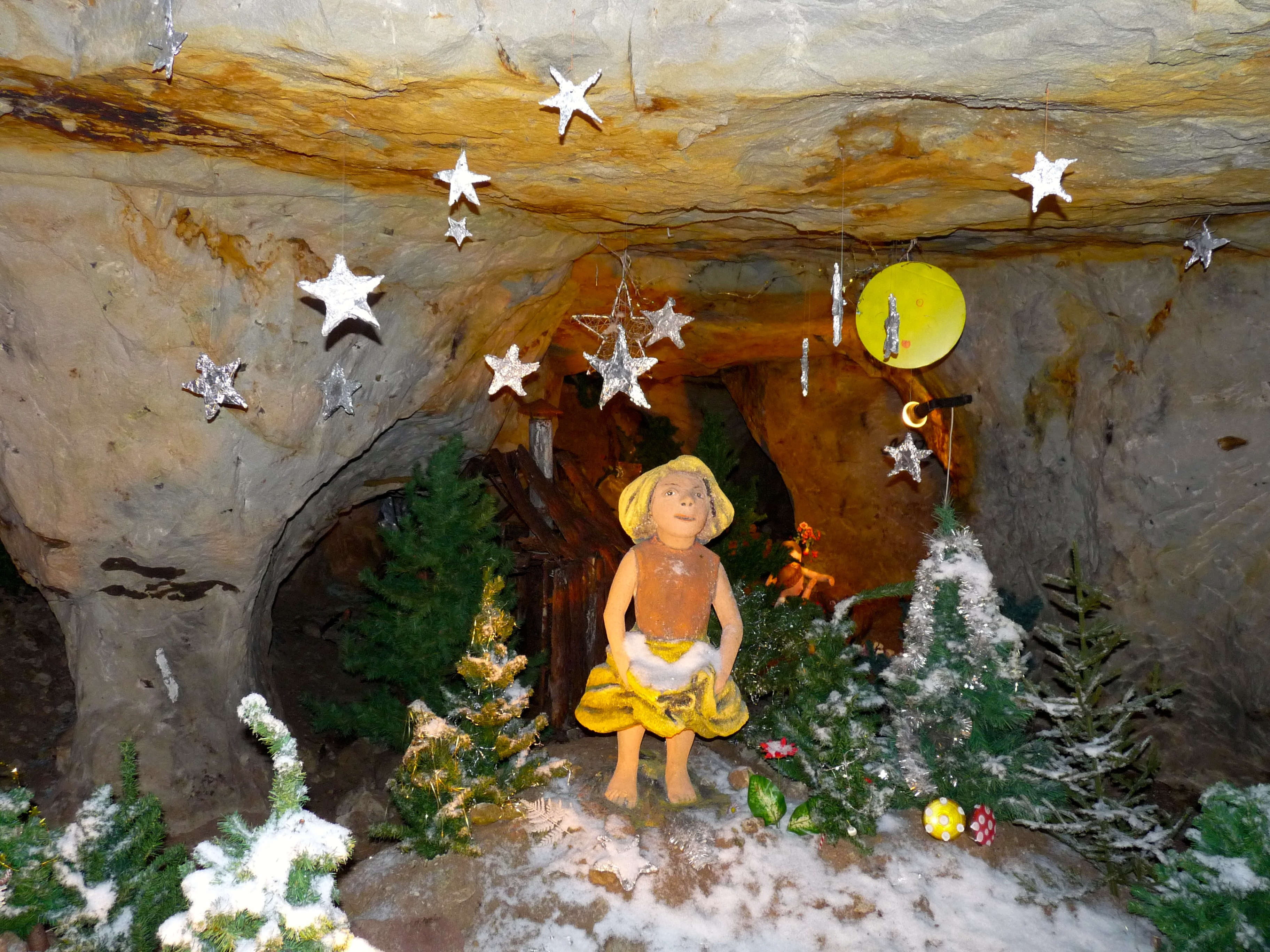
Sterntaler
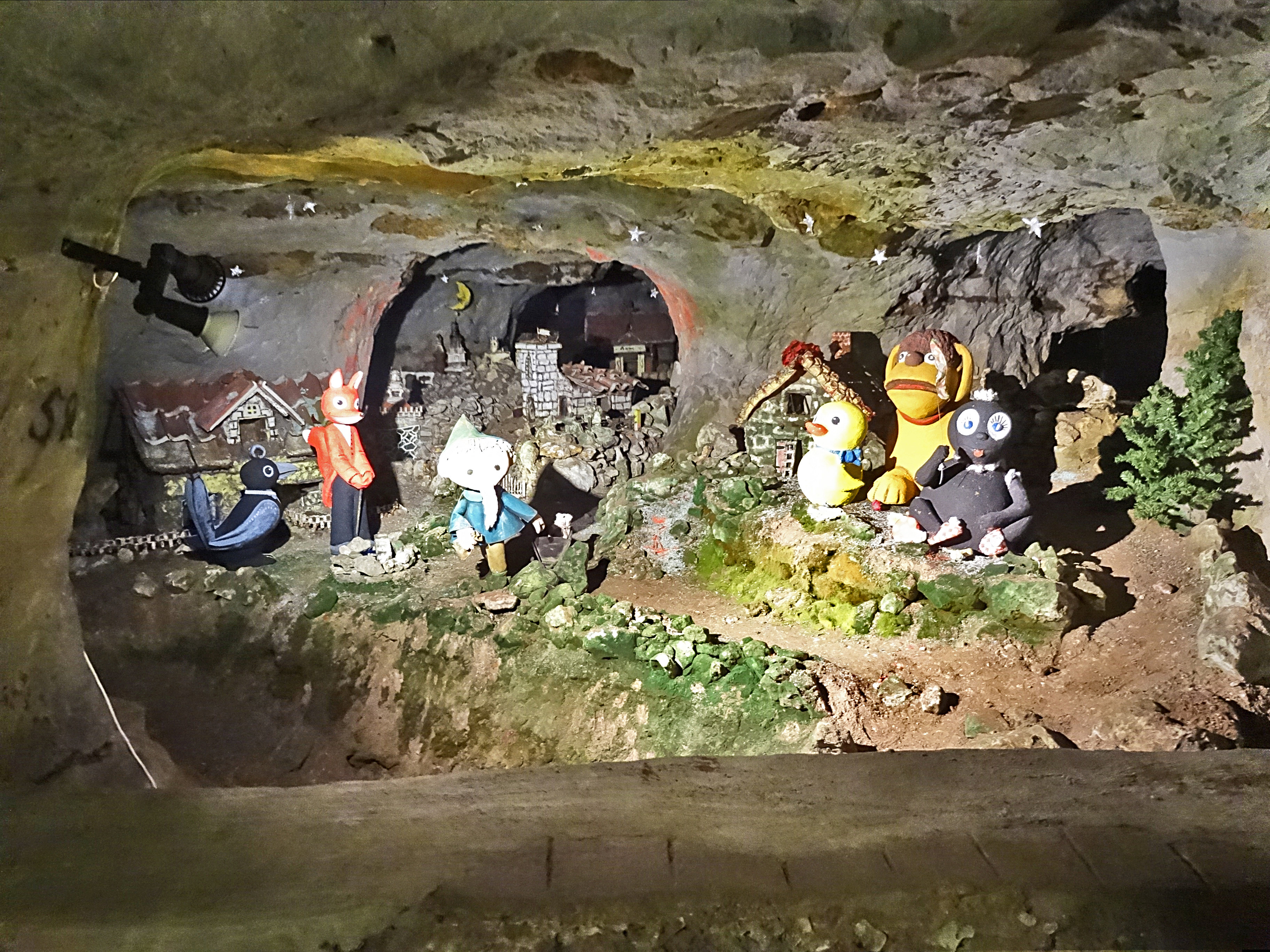
Sandmanns Familie
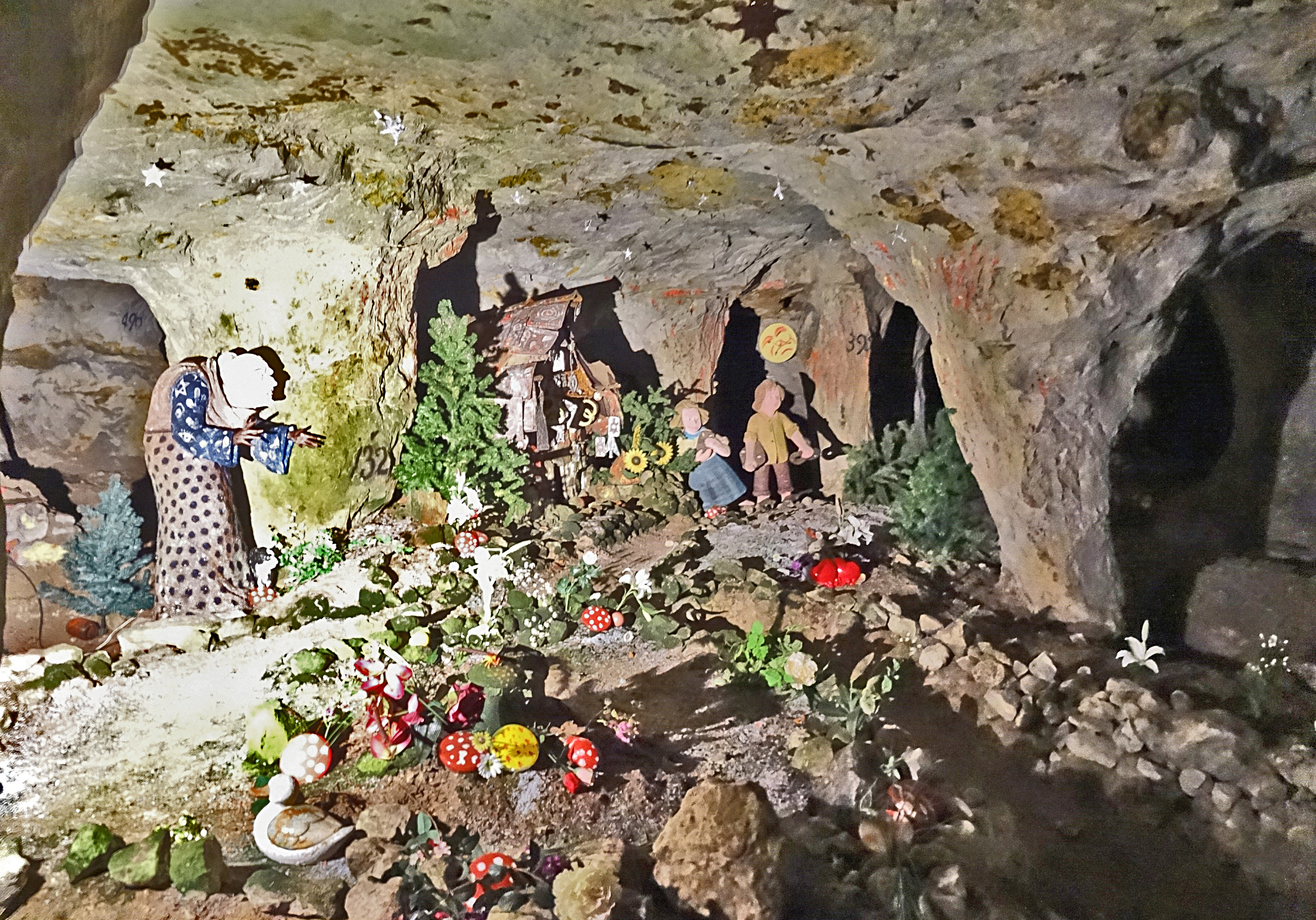
Hänsel und Gretel